# Cold Lake (album)
Cold Lake è il quarto album in studio del gruppo heavy metal svizzero Celtic Frost, pubblicato il 1º settembre 1988 da Noise Records. La versione su CD aggiunge le due bonus track Tease Me e una nuova versione di Mexican Radio.
Il disco fu pubblicato dopo l'abbandono di Reed St. Mark e Martin Eric Ain, con Tom Gabriel Fischer come unico componente rimasto; entrarono a far parte della band Oliver Amber e Curt Victor Bryant, che guidarono il sound della band molto distante da quello dei dischi precedenti e verso il pop metal popolarissimo all'epoca. Ciò fu possibile grazie all'atteggiamento di Fischer, del tutto indifferente rispetto alla nuova direzione musicale, che lasciò il songwriting nelle mani di Amberg, disinteressandosi del disco; critica e fan reagirono in maniera nettamente negativa, accusando il gruppo di essersi commercializzato al solo scopo di arricchirsi.
Fuori dal coro Bradley Torreano di All Music Guide, che ha pubblicato una buona recensione del disco paragonandolo ai lavori di Iron Maiden e Megadeth e aggiungendo che chiunque abbia una conoscenza anche solo passabile delle radio degli anni '80 dovrebbe sapere che questo disco non contiene una sola traccia che avrebbe potuto entrare nel mainstream.

## Tracce
1. Intro-Human II – 1:06
2. Seduce Me Tonight – 3:18
3. Petty Obsession – 3:17
4. (Once) They Were Eagles – 3:39
5. Cherry Orchards – 4:19
6. Juices Like Wine – 4:17
7. Little Velvet – 3:40
8. Blood On Kisses – 3:29
9. Downtown Hanoi – 4:15
10. Dance Sleazy – 3:32
11. Roses Without Thorns – 3:26

### Bonus track[3]
1. Tease Me - 2:47
2. Mexican Radio (New Version) - 3:32

## Formazione
- Tom Gabriel Fischer - voce, chitarra, artwork
- Oliver Amber - chitarra
- Curt Victor Bryant - basso
- Stephen Priestly - batteria, voce addizionale

### Crediti[3]
- Tony Platt - arrangiamenti
- Dexter - ingegneria del suono
- Thomas Steeler - ingegneria del suono
- Karl U. Walterbach - produttore esecutivo
- Martin Becker - fotografia